# سیارک ۱۴۴

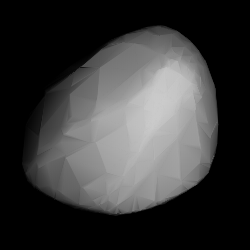
سیارک ۱۴۴

سیارک ۱۴۴ (به انگلیسی: 144 Vibilia) صد و چهل و چهارمین سیارک کشف شده‌است که در ۳ ژوئن ۱۸۷۵ کشف شد.
قدر مطلق سیارک برابر ۷٫۹۱ است.